# پلی‌سیتمی
پلی‌سیتمی یا پلی‌گلوبولیا و یا غلظت خون یک بیماری است که در آن هماتوکریت (درصد حجمی گلبول‌های قرمز خون در خون) یا غلظت هموگلوبین در خون محیطی افزایش می‌یابد.
این می‌تواند به دلیل افزایش تعداد گلبول‌های قرمز خون ("پلی‌سیتمی مطلق") یا به دلیل کاهش حجم پلاسما ("پلی‌سیتمی نسبی") باشد. پلی سیتمی گاهی اریتروسیتوز نامیده می‌شود، اما این اصطلاحات مترادف نیستند، زیرا پلی‌سیتمی هر گونه افزایش در توده قرمز خون را توصیف می‌کند (خواه به دلیل اریتروسیتوز باشد یا نه)، در حالی که اریتروسیتوز افزایش ثبت شده شمار گلبول‌های قرمز است.
درمان اورژانسی پلی‌سیتمی (مثلاً در هیپر ویسکوزیته یا ترومبوز) با فلبوتومی (حذف خون از گردش) است. بسته به علت زمینه‌ای، فلبوتومی نیز ممکن است به‌طور منظم برای کاهش هماتوکریت استفاده شود. گاهی از داروهای سرکوب کننده میلوسیتمی مانند هیدروکسی اوره برای مدیریت طولانی مدت پلی‌سیتمی استفاده می‌شود.

## علائم
پلی سیتمی اغلب بدون علامت است. بیماران ممکن است تا زمانی که تعداد گلبول های قرمز بسیار بالا نباشد، علائم قابل توجهی را تجربه نکنند. برای بیماران با افزایش قابل توجه هموگلوبین یا هماتوکریت برخی از علائم غیر اختصاصی عبارتند از:
ـ قرمز رنگ شدن کم چهره.
ـ سردرد، تاری دید گذرا (amaurosis fugax)، سایر علائم حمله ایسکمیک گذرا (TIA) یا سکته مغزی.
سرگیجه، خستگی.
خونریزی غیر معمول، خونریزی ناحیه بینی.
درد در شکم ناشی از بزرگ شدن طحال در پلی سیتمی ورا.
درد در دست و پا (سرخ‌درد).
خارش، به خصوص بعد از دوش آب گرم.
بی حسی یا گزگز در قسمت های مختلف بدن.